# 사이토 치호
사이토 치호(일본어: さいとうちほ 사이토 지호[*], 6월 29일~)는 일본의 만화가이다. 1982년에 데뷔하였으며, 1997년에 《화음(花音)》으로 쇼가쿠칸 만화상을 수상하였다. 아티스트 집단 비파파스(Be-PaPas)의 일원으로 《소녀혁명 우테나》의 제작에 참여하였다. 

## 작품 목록
- 사랑 이야기
- 화관의 마돈나
- 화음
- 소녀혁명 우테나 (원작: 비파파스)
- 아나스타샤 클럽
- S와 M의 세계 (원작: 비파파스)
- 천일밤의 열쇠
- 뷰티풀
- 브론즈의 천사
- 아이스 포레스트